# Bahar Pars
Bahar Pars (Shiraz, 28 de marzo de 1979) es una actriz y directora de cine iranísueca. En 2016, fue nominada a un Premio Guldbagge en la categoría a mejor actriz de reparto, por su trabajo en la película Un hombre llamado Ove.

## Filmografía

### Cine
- 2006 När mörkret faller
- 2009 Knäcka
- 2010 Kommissarie Winter
- 2010 Fredlösa
- 2010 Händelse vid bank
- 2015  Un hombre llamado Ove
- 2016 Zon 261
- 2023 La conferencia como Nadja[2]

### Televisión
- 2008 Åkalla
- 2008 Kungamordet
- 2010 Drottningoffret
- 2014 Den fjärde mannen
- 2015 Arne Dahl: En midsommarnattsdröm
- 2016 Finaste familjen
- 2016 Vårdgården

## Premios
- 2015, Premio Guldbagge
- 2016, Premio Medeea